# Jozef Miškovský
Jozef Miškovský (15. března 1859, Poboří – 13. srpna 1940, Český Brod) byl všestranný český novinář, spisovatel, nakladatel, historik a aktivní činitel v mnoha spolcích.

## Život
Po studiích na reálce v Kutné Hoře se přestěhoval do Českého Brodu. Zde zřídil knihkupectví a jako nakladatel vydal řadu publikací. Věnoval se také psaní knih se zaměřením na národní historii. Zapojil se i jako angažovaný pracovník do činnosti mnoha spolků zaměřených k povznesení národa. Byl 30 let členem výboru českobrodského okresního zastupitelstva a členem městské rady a ve městě více než čtyřicet let vydával periodikum Naše hlasy. Stal se předsedou Jednoty čs. novinářů a později jejím čestným doživotním předsedou. Byl členem a později předsedou Muzejní jednoty v Českém Brodě. Několik desítek let působil v okresním školním výboru. Zasloužil se o vznik okresní nemocnice, gymnázia, městské spořitelny, pomníku Prokopa Velikého a Podlipanského muzea. Rovněž byl horlivý stoupenec, člen, propagátor a funkcionář Sokola. Publikoval rovněž pod pseudonymy Sekavec a Pobořský. Jeho panslovanství ovšem na stránkách Našich hlasů často přerůstalo do vyhraněného nacionalismu a novinové útoky na některé osoby v jeho okolí.
S ženou Annou (rozenou Klímovou) měli tři děti – Božetěcha (* 1887), Boleslava (* 1891) a Drahomíru (* 1893). Jeho žena Anna umírá velmi záhy roku 1894.

## Dílo
- Nebezpečná láska – (Třebíč 1879)
- Durynkova olše – historická truchlohra (Pardubice 1880)
- Selské povstání z r. 1775 – (Český Brod 1886)
- Památník – (Český Brod 1887)
- Český Brod – heslo pro Ottův Slovník naučný z r. 1891 s přehledem městských dějin.
- Životopis Václava Červeného (1896)
- Bitva u Lipan (Spolu s Hanušem Kuffnerem 1899)
- Životopis Jana Bohumíra Dlabače (1900)
- Kacíři a první evangelíci na Českobrodsku (1909),
- O pokladech pánů Smiřických (1908)
- Českobrodské pivovarství (1914)
- Z tobolky starého novináře (1915).
- Rodinná kronika Rottovská (k uctění Karoliny Světlé 1930)

V roce 1903 spolu s Hanušem Kuffnerem prošel, popsal a zmapoval pomalu mizející Čertovu brázdu .

## Citát
| „                                | Poctivý a upřímný žurnalista z vnitřní potřeby jistě užije svých schopností vždy tak, aby sloužil vyšším zájmům národního a státního celku. Bude svoje stati psáti jistě jen tenkrát, když každé jeho slovo se bude opírat o pravdu a bude-li vnitřně jist, že podkladem jeho tvorby nejsou ani výmysly ani dohady, nýbrž skutečnost. | “ |
| — Naše hlasy, č. 37, 28. 9. 1934 | |   |